# 존 F. 케네디 암살 사건 일지

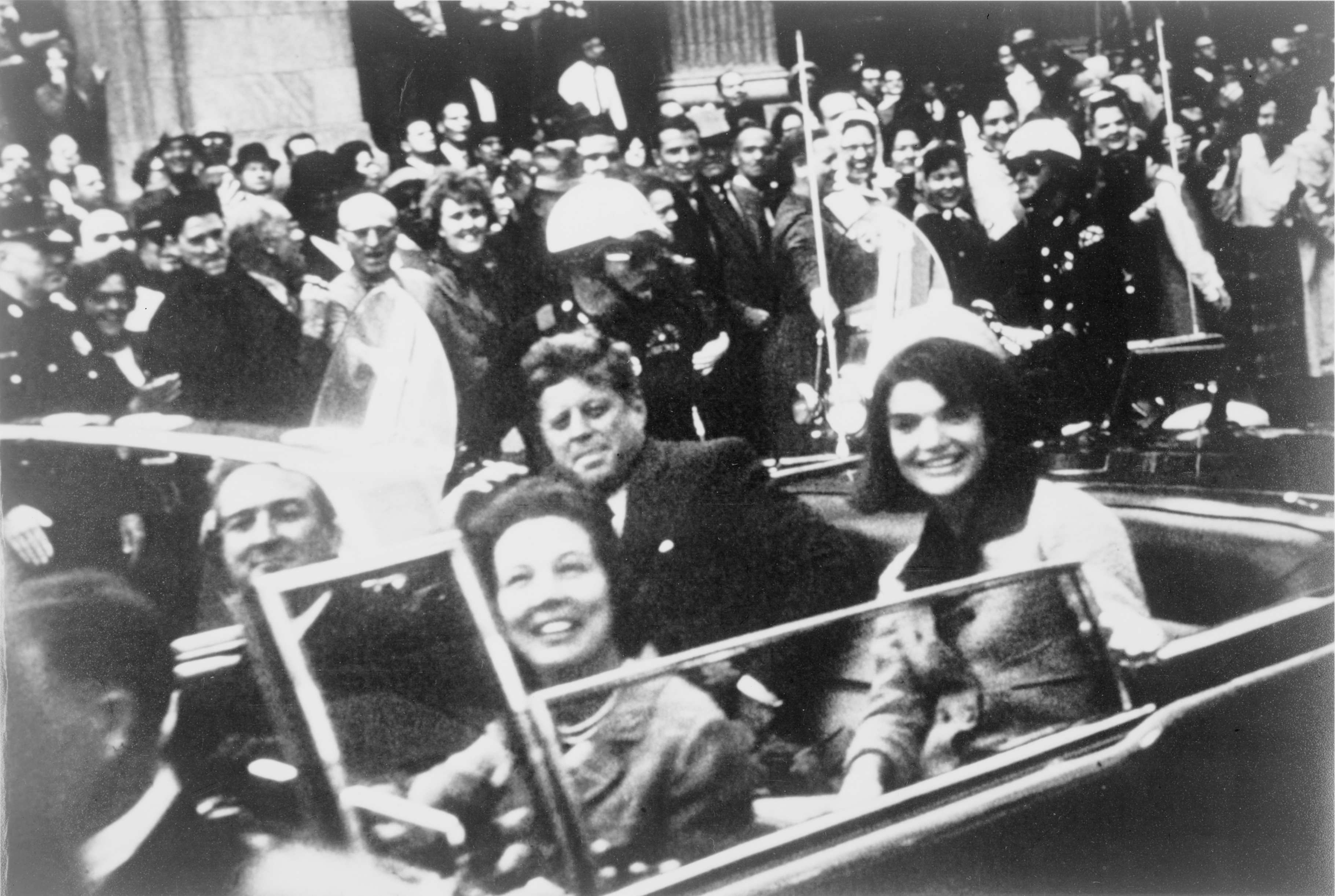
미국 대통령 존 F. 케네디, 재클린 케네디, 텍사스 주지사 존 코널리와 넬리 코널리가 암살되기 몇 분 전의 모습

이 문서는 제35대 미국 대통령인 존 F. 케네디 대통령 암살 사건 전후의 사건 일지를 다룬다.

## 전조

### 1963년 이전의 사건 (1956~1962년)
1956년 10월 24일: 리 하비 오스월드가 고등학교를 중퇴하고 미국 해병대에 입대하여 저격수 훈련을 받았다.
1959년 10월 31일: 오스월드는 소련으로 탈영하여 민스크의 전자 공장에서 일하게 된다.
1960년 11월 8일: 존 F. 케네디가 1960년 미국 대통령 선거에서 승리했다.
1962년 6월 13일: 오스월드는 부인 마리나와 자녀와 함께 미국으로 돌아와 텍사스주에 거주했다.
1962년 10월 9일: 오스월드는 댈러스 우체국에서 자신의 본명으로 사서함 2915번을 임대했다. 그는 1963년 5월 14일까지 임대를 유지했다.
1962년 11월 6일: 민주당 소속의 존 코널리가 1962년 텍사스 주지사 선거에서 텍사스 주지사로 선출됐다.

### 암살로 이어진 사건 (1963년)

#### 1월
1월 15일: 코널리가 텍사스 주지사로 취임했다. 주지사로서 그는 케네디 대통령의 텍사스 방문 계획을 돕고 케네디의 주최 역할을 맡았다.

#### 2월
2월 22일: 루스 페인이 에버렛 글러버의 집에서 열린 파티에서 오스월드 부부를 만났다.

#### 3월
3월 13일: 시카고의 클라인 스포팅 용품점은 아메리칸 라이플맨 1963년 2월호에 광고된 제2차 세계 대전 잉여 이탈리아 1891 카르카노 모델 1938 소총에 4배율 망원 조준경이 장착된 품목 C20-750에 대해 21.45달러(19.95달러와 우편 및 취급 수수료 1.50달러)의 우편 주문을 받았다. 주문서의 이름은 오스월드가 사용한 가명인 A. 히델이며, 배송 주소는 오스월드의 댈러스 우체국 사서함이다. 오스월드에게 발송된 소총의 일련 번호는 C2766이다.
3월 17일: 마리나 오스월드가 워싱턴 D.C.의 소련 대사관에 소련 입국 비자를 요청하는 편지를 보냈다. 오스월드는 3월 하순에 해고 통보를 받았다.

#### 4월
4월 6일: 오스월드는 재거스-차일스-스토벌에서 마지막으로 일했다.
4월 10일: 오스월드는 은퇴한 에드윈 워커 장군에게 총을 발사하여 간신히 빗나갔다. 워커는 강경한 반공주의 우익 지지자였다. 경찰은 총격이 40야드 미만 거리에서 발사되었다고 판단했다. 이 사건은 오스월드 사망 2주 후 마리나 오스월드가 FBI에 남편이 총을 쏜 것 같다고 알릴 때까지 미해결 상태로 남아 있었다.
4월 23일: 텍사스 출신인 부통령 린든 B. 존슨이 댈러스 기자들에게 케네디 대통령이 그해 여름 언젠가 텍사스를 방문할 수도 있다고 말했다. 존슨은 케네디의 일정이 포트워스에서 아침 식사, 댈러스에서 오찬, 샌안토니오에서 오후 차, 휴스턴에서 저녁 식사를 할 수 있기를 바랬다.
4월 24일: 늦은 저녁, 오스월드는 더 나은 고용 기회를 찾기 위해 버스를 타고 뉴올리언스 고향으로 댈러스를 떠났다.

#### 6월
6월 5일: 케네디 대통령, 존슨, 코널리가 엘패소에서 열린 회의에서 그해 말 텍사스에 두 번째 대통령 방문을 하기로 동의했다.
6월 6일: 케네디는 세 가지 주요 목표를 염두에 두고 텍사스 방문을 시작하기로 결정한다. 민주당 대통령 선거 기금 기부금을 더 많이 모으고, 1964년 11월 재선에 대한 그의 탐구를 시작하며 케네디-존슨 후보는 1960년에 텍사스에서 간신히 승리했고 (댈러스에서는 패배하기도 했다) 정치적으로 서로 싸우는 것처럼 보이는 여러 텍사스 민주당 회원들 사이의 정치적 장벽을 허물기 위함이다.
6월 24일: 오스월드는 루이지애나주 뉴올리언스에서 미국 여권을 신청하며, 1963년 10월부터 12월 사이에 뉴올리언스를 출발하여 3개월에서 1년 동안 관광객으로 여행할 예정이라고 명시했다. 다음 날, 그는 미국 여권 DO 92526을 발급받으며, 이 여권은 알바니아, 쿠바, 그리고 공산주의 통제 하에 있는 중국, 북한 및 베트남의 일부 지역을 제외한 모든 국가에서 3년 동안 유효했다.

#### 9월
9월 17일: 잭 발렌티는 백악관에 앨버트 토마스 하원의원의 의회 은퇴 결정을 기념하기 위해 11월 21일 휴스턴에서 만찬에 케네디 대통령이 참석할 것인지를 묻는 초대장을 보냈다. 초대장은 1963년 9월 19일에 백악관에 접수됐다. 오스월드는 "리 하비 오스월드"라는 이름으로 15일간의 멕시코 관광 카드를 발급받았다.
9월 23일: 루스 페인이 마리나 오스월드를 뉴올리언스에서 자신의 어빙 집으로 데려다주었다. 그날 밤늦게, 리 오스월드도 뉴올리언스를 떠나 멕시코시티로 가서 미국이 여행을 금지한 쿠바에 어떻게든 입국하려고 시도했다.
9월 24일: 오스틴에서 열린 기자 회견에서 코널리 주지사는 1963년 10월 2일부터 4일까지 워싱턴 D.C.를 방문할 예정이며 케네디 대통령을 만나기를 희망한다고 발표했다. 코널리는 케네디를 텍사스로 초대할 계획은 없지만, 대통령이 방문에 동의한다면 기쁠 것이라고 말했다.
백악관은 휴스턴의 앨버트 토마스 만찬 초대를 수락하고 이를 텍사스의 주요 도시들을 포함하는 이틀간의 정치 여행으로 변경했다. 케네디는 언젠가 텍사스를 방문하고 싶었지만 원래 11월에 갈 계획은 없었다.
9월 25일: 백악관 소식통은 댈러스 모닝 뉴스에 독점적으로 대통령이 1963년 11월 21일부터 22일까지 텍사스를 방문할 것이며, 이 순회에는 댈러스도 포함될 것이라고 발표했다.
9월 26일: 댈러스 모닝 뉴스는 와이오밍주 잭슨 홀에서 열린 대통령의 보존 투어를 다루는 기사에서 텍사스 방문을 처음으로 발표했다.
9월 27일: 리 오스월드는 멕시코시티에 도착하여 호텔 델 코메르시오에 등록했다. 그는 쿠바 비자를 받기 위해 쿠바 영사관을 세 번 방문하고, 소련 대사관에도 비자를 얻으려 했지만 두 곳 모두 거부당했다.
9월 30일: 리 오스월드는 "H. O. 리"라는 가명으로 버스표를 구매했다. 버스는 10월 2일 오전 8시 30분에 멕시코시티를 출발하여 러레이도로 향했다.

#### 10월
10월 3일: 오스월드는 댈러스에 도착하여 YMCA에서 밤을 보냈다.
10월 4일: 코널리 주지사가 백악관에서 케네디 대통령을 만났다. 오스월드는 패짓 프린팅에 일자리를 신청했지만 재거스-차일스-스토벌 사장인 로버트 스토벌이 제공한 좋지 않은 추천서 때문에 고용되지 않았다. 오스월드는 주말 동안 어빙에 있는 페인 부부의 거주지로 돌아온다.
10월 11일: 케네스 오도넬은 앨버트 토마스 하원의원을 기리는 만찬에서 대통령이 연설하도록 공식적으로 초대를 수락하는 답장을 잭 발렌티에게 보냈다.
10월 15일: 루스 페인이 텍사스 교과서 보관소에 전화하여 오스월드를 위해 건물 관리자 로이 트루리와 면접을 주선했다. 트루리는 그날 늦게 오스월드와 면접을 보고 시간당 1.25달러에 임시 사무원으로 고객 도서 주문을 처리하도록 고용했다. 오스월드는 다음 날부터 일을 시작했다. 거의 같은 시기에 페인은 남편 마이클과 헤어졌다.
10월 20일: 케네디 대통령의 특별 보좌관이자 비서실장인 케네스 오도넬이 케네디의 여행 선발대인 제리 브루노에게 전화하여 텍사스 여행에 대해 논의하기 위해 백악관으로 오라고 요청했다.
10월 21일: 브루노는 오도넬을 만나, 부통령 린든 존슨의 최고 행정 보좌관 중 한 명인 월터 젠킨스에게 연락하여 여행에 대한 그의 의견을 구하라고 듣게 됐다.
10월 24일: 브루노는 젠킨스를 만나 코널리 주지사가 제안한 경유지에 관한 이야기를 들었다. 첫 번째 경유지는 11월 21일 샌안토니오로 비행하여 브룩스 공군 기지로 차를 타고 이동한 다음, 휴스턴으로 비행하여 라이스 호텔로 차를 타고 이동하는 것으로, 앨버트 토마스 만찬이 원래 예정되어 있던 곳에서 하룻밤을 묵는 것이었다. 그리고 11월 22일 아침에 대통령은 텍사스 크리스천 대학교에서 오전 9시 30분에 명예 학위를 받기 위해 포트워스로 비행한 다음, 짧은 거리를 댈러스로 차량 행렬을 타고 이동했다. 댈러스에서는 스탯틀러 힐튼 호텔에서 열리는 댈러스 시민 협의회 연례 회의의 오찬에 참석한다. 마지막으로 대통령은 워싱턴으로 돌아가기 전에 오스틴에서 모금 만찬에 참석했다. 젠킨스는 브루노에게 텍사스를 방문하여 코널리 주지사를 만나고 직접 장소를 평가하며, 코널리와 존슨의 정치적 적수인 민주당 텍사스 상원의원 랄프 야보로도 만나서 여행 중 두 정당 간의 마찰을 피하도록 제안했다. 유엔 주재 미국 대사인 애들레이 스티븐슨이 유엔의 날에 댈러스 메모리얼 오디토리움에서 논쟁적인 연설을 하는데, 그곳에서 그는 야유와 고함을 들었다. 연설 후, 그는 피켓에 머리를 맞고 침을 맞았다. 댈러스 경찰은 케네디가 댈러스를 방문했을 때 비슷한 시위가 일어날까 봐 나중에 우려하게 된다. 스티븐슨을 포함한 몇몇 사람들은 케네디에게 댈러스에 오지 말라고 경고했지만, 케네디는 그들의 충고를 무시했다.
10월 28일: 브루노는 오스틴으로 날아가 11월 21일부터 22일까지 케네디 방문을 위해 고려 중인 경유지 평가를 시작했다.
10월 29일: 브루노는 텍사스 AFL–CIO 회장이자 랄프 야보로 상원의원의 친구인 헨리 브라운을 만나 노동 지도자들의 의견을 들었다. 그런 다음 코널리 주지사와 점심을 함께 하며 일정을 검토하는데, 여기에는 텍사스 크리스천 대학교의 명예 학위가 포함됐다. 케네디가 가톨릭 신자이기 때문에 브루노는 이 행사를 여행의 하이라이트 중 하나로 간주했다. 코널리는 브루노에게 자신의 직원들을 각 일정에 배정했으며, 그들이 방문을 담당할 것이라고 알린다. 브루노는 코널리에게 그의 의견과 제안을 환영했지만 일정에 대한 최종 결정은 백악관에서 이루어질 것이라고 말했다.
코널리 주지사는 11월 22일 오스틴에서 케네디를 위한 "텍사스 환영 만찬"이 열릴 것이라고 발표했다. 주지사는 이 만찬이 대통령의 텍사스 여행의 절정으로, 오스틴 시립 강당에서 오후 7시 30분에 열리는 100달러짜리 접시 행사이며 주 민주당 집행위원회가 주최한다고 말했다. 11월 21일 휴스턴의 앨버트 토마스 감사 만찬을 제외하고는 다른 계획은 완료되지 않았다.
10월 30일: 브루노와 존슨 보좌관 클리프턴 카터는 대통령이 방문할 텍사스 도시들을 방문한다. 샌안토니오와 휴스턴의 장소는 확인되어 수락되었지만 포트워스에 있는 텍사스 크리스천 대학교를 방문했을 때 브루노는 학교 관계자들로부터 대학이 대통령에게 명예 학위를 수여할 의사가 없으며, 단지 캠퍼스를 연설 장소로 사용하는 것을 승인했을 뿐이라는 통보를 받았다. 브루노는 코널리에게 이 사실을 알리고, 코널리는 다음 날 밤 대학 이사회와 만날 것이라고 말했다. 브루노는 11월 22일 오찬이 열릴 예정인 스태틀러 힐튼 호텔의 연회장을 평가하기 위해 댈러스로 여행한다. 그곳에서 그는 댈러스 시민 협의회 회장(및 텍사스 인스트루먼트 소유주)인 J. 에릭 존슨과 댈러스 지역 상공회의소 회장이자 톰 썸 식품점 소유주인 로버트 B. 컬럼을 만난다. 컬럼은 브루노에게 스태틀러 힐튼의 연회장이 병마개 제조업자 대회의 주최자들이 예약하여 양도하지 않을 것이기 때문에 이제 사용할 수 없다고 알렸다. 존슨과 컬럼은 댈러스 트레이드 마트를 제안했지만 그곳을 방문한 후 브루노는 대통령 위에 있는 많은 고가 통로들이 며칠 전 발생했던 스티븐슨 사건을 고려할 때 보안 문제를 야기할 수 있다고 생각하여 마음에 들지 않았다. 그는 댈러스에서 다른 사용 가능한 장소들을 보여달라고 요청했다.
10월 31일: 브루노는 다른 두 곳의 오찬 장소 후보지인 너무 크다고 판단한 댈러스 메모리얼 오디토리움과 너무 멀리 떨어져 실용적이지 않다고 생각한 남서부 대학원 연구 센터를 방문했다. 그는 또한 코널리 주지사가 고가 통로 문제로 인해 트레이드 마트를 오찬 장소로 사용하지 않기로 한 결정에 불만을 가지고 있다는 통보를 받았다. 브루노는 트레이드 마트를 다시 방문하기로 동의했지만 여전히 의구심을 갖고 있었다. 코널리는 TCU 이사회와 만났으며 대통령에게 명예 학위를 수여하지 않을 것이라고 전화로 알렸다. 브루노는 이제 포트워스와 댈러스에서 두 개의 빈 일정을 마주하게 된다. 마지막으로 오찬 가능성이 있는 장소로 페어 파크에 있는 여성회관(현재 여성 박물관으로 알려져 있음)이 제안됐다. 케네디 대통령은 기자 회견에서 존슨이 1964년 선거에서 자신의 러닝메이트로 선택되지 않을 것이라는 소문에 대해 질문을 받았지만, 이를 부인했다.

#### 11월
11월 1일: 브루노는 댈러스 오찬 장소가 여전히 미정인 채로 워싱턴 D.C.로 돌아왔다. 포트워스 방문은 결국 시 상공회의소가 대통령을 위한 아침 식사를 후원하기로 합의하면서 해결됐다. 이로 인해 대통령의 숙박은 휴스턴에서 포트워스로 변경되어 아침 식사에 참석할 시간을 갖게 됐다.
11월 4일: 백악관 경호팀의 비밀경호국 특별 책임 요원(SAIC)인 제럴드 벤이 댈러스 지구 비밀경호국 SAIC인 포레스트 소렐스에게 전화했다. 그는 소렐스에게 대통령이 댈러스 방문 중 방문할 예정인 건물들을 조사하도록 지시했다. 댈러스 오찬을 주최할 두 유력 후보는 트레이드 마트(코널리 주지사가 강력히 선호)와 주 박람회장의 여성회관(브루노가 선호하고 코널리가 맹렬히 반대)이다. 그날 늦게 소렐스는 벤에게 여성회관이 보안상 선호되지만 대통령을 모시기에 적합한 장소는 아니라고 보고했다. 그는 트레이드 마트에는 약 60개의 입구가 있으며, 오찬이 열릴 장소 위에 6개의 고가 통로가 있어 보안 인력을 적절히 배치하는 데 문제가 될 수 있다고 보고했다.
백악관 비밀경호국 요원 윈스턴 로슨은 댈러스 방문에 배정되었다는 통보를 받았다.
11월 5일: 브루노는 백악관을 방문하여 케네스 오도넬, 제럴드 벤, 월터 젠킨스와 각각 회의를 가졌다. 트레이드 마트는 보안 위험이 너무 크다고 결정되어 여성회관이 댈러스 오찬 장소로 선택됐다.
11월 6일: 백악관 대변인 피에르 샐린저가 영부인 재클린 케네디가 대통령의 텍사스 여행에 동행할 것이라고 발표했다.
11월 7일: 11월 21일에 열릴 앨버트 토마스 감사 만찬이 두 번째로 매진됐다. 만찬 주최측은 케네디가 참석한다는 소식이 알려지자 티켓 수요 증가로 인해 이미 매진된 라이스 호텔에서 더 큰 샘 휴스턴 콜리세움으로 장소를 옮겼다. 영부인도 참석한다는 발표가 있은 후 더 큰 장소의 만찬 티켓도 매진됐다. 브루노는 댈러스 오찬 장소로 여성회관을 포함한 텍사스 여행의 제안 일정을 작성했다.
11월 8일: 재클린 케네디 영부인이 예상보다 한 달 이상 이른 11월 20일에 공식 백악관 업무를 다시 시작할 것이라고 발표했다. 재클린은 지난 8월 셋째 아이인 패트릭 부비에 케네디의 조산과 사망 이후 연말까지 모든 행사를 취소한다고 이전에 발표했었다.
11월 9일: 오스월드는 루스 페인에 의해 운전면허 시험을 보러 갔지만 그날 특별 선거가 있어 사무실은 문이 닫혀있었다. 오후 2시 경, 오스월드는 댈러스 이스트 커머스 118번가의 대리점에서 새로운 빨간색 머큐리 코멧 칼리엔테 2도어 하드톱을 시승했다. 그는 영업사원 앨버트 보가드에게 300달러의 계약금을 가지고 2~3주 안에 돌아와 살 것이라고 말했다.
11월 12일: 휴스턴, 샌안토니오, 오스틴, 포트워스, 댈러스 방문 준비 작업을 할 모든 선발대가 탄 특별 비행기가 오전 8시 20분 앤드류스 공군 기지를 출발했다.
11월 13일: 잭 푸터버그와 백악관 비밀경호국 요원 윈스턴 로슨, 그리고 댈러스 비밀경호국 요원 포레스트 소렐스와 로버트 스튜어트가 댈러스 상공회의소 회장 로버트 B. 컬럼의 사무실을 방문하여 케네디 방문 계획을 논의했다. 그들은 트레이드 마트와 여성회관을 재조사하고 트레이드 마트 대표자들과 만났다.
11월 14일: 케네스 오도넬은 코널리 주지사의 요청에 따라 댈러스 오찬 장소를 여성회관에서 댈러스 트레이드 마트로 변경하는 이전 결정을 번복했다. 오도넬과 브루노에 따르면, 오찬 장소의 이러한 변경은 당시에는 중요하지 않아 보였지만, 댈러스를 통과하는 차량 행렬 경로를 극적으로 변경했다. 오스월드는 1208 커머스 스트리트의 올라이트 주차장에 나타나 일자리 문의를 했다.
11월 15일: 케네디 대통령은 뉴욕시에서 AFL–CIO 회의에서 연설한 후 웨스트팜비치로 비행하여 마지막 주말을 보냈다. 백악관은 댈러스 트레이드 마트가 케네디 대통령의 오찬 연설 장소가 될 것이며, 차량 행렬이 댈러스 시내를 통과할 것이라고 발표했다. 그때까지 언론에서는 케네디의 텍사스 일정이 너무 빡빡하여 댈러스 시내 차량 행렬에 충분한 시간이 주어지지 않을 것이라는 추측이 있었다.
11월 16일: 댈러스 시민 지도자들은 케네디 대통령 방문 기간 동안 발생할 수 있는 시위나 사건에 대해 경고하는 성명을 발표했다. 댈러스 카운티 판사 W. L. 스터렛은 "이곳에서 어떤 종류의 시위도 없기를 바란다. 그런 일이 없을 것이라고 확신했다. 그런 일은 도시와 카운티에 오점을 남길 수 있다"고 말했다.
11월 18일: 케네디는 자신의 친한 친구인 플로리다 상원의원 조지 스매더스에게 존슨 부통령이 다가오는 텍사스 투어 동안 재클린 케네디 영부인이 자신과 함께 차에 타기를 원한다고 털어놓았다. 정확한 차량 행렬 경로는 확정된다. 댈러스 경찰서장 제시 커리는 케네디 방문 중 보안 수준을 높였다. 그는 도시 역사상 가장 엄격한 보안 조치를 시행했다. 커리는 심지어 시민들에게 대통령을 위협할 수 있는 의심스러운 행위에 대해 조치를 취하도록 권한을 부여했다.
11월 19일: 백악관은 대통령의 방문 일정표를 공식적으로 발표했는데 여기에는 CST로 오후 12시 30분 트레이드 마트 도착 예정 시간이 포함되어 있다.
11월 21일: 오후 11시 7분, 에어 포스 원이 포트워스 외곽의 카스웰 공군기지에 착륙했다. 대통령 부부는 포트워스 상공회의소 회장 레이먼드 벅과 그의 아내를 만났다. 에어 포스 투 또한 부통령 린든 존슨, 텍사스 주지사 존 코널리, 랄프 야보로 상원의원을 태우고 카스웰에 착륙했다. 코널리와 야보로는 서로 너무 싫어해서 야보로는 코널리의 동맹인 존슨과 같은 차에 타려 하지 않았다. 다음 날, 대통령은 그에게 존슨과 함께 타라고 지시했다.
오후 11시 35분, 케네디 부부는 웨스트 프리웨이를 따라 늘어선 환영 인파의 환호를 받으며 포트워스의 텍사스 호텔에 도착했다. 대통령 부부는 호텔 밖에 모인 지지자들과 악수를 나눈 후 배정된 스위트룸(850호)으로 들어가 하룻밤을 보냈다.

## 1963년 11월 22일 금요일
달리 명시되지 않는 한 모든 시간은 중부 표준시 (CST) 기준이다.

### 암살 전 사건 (오전 7시~오후 12시 29분)

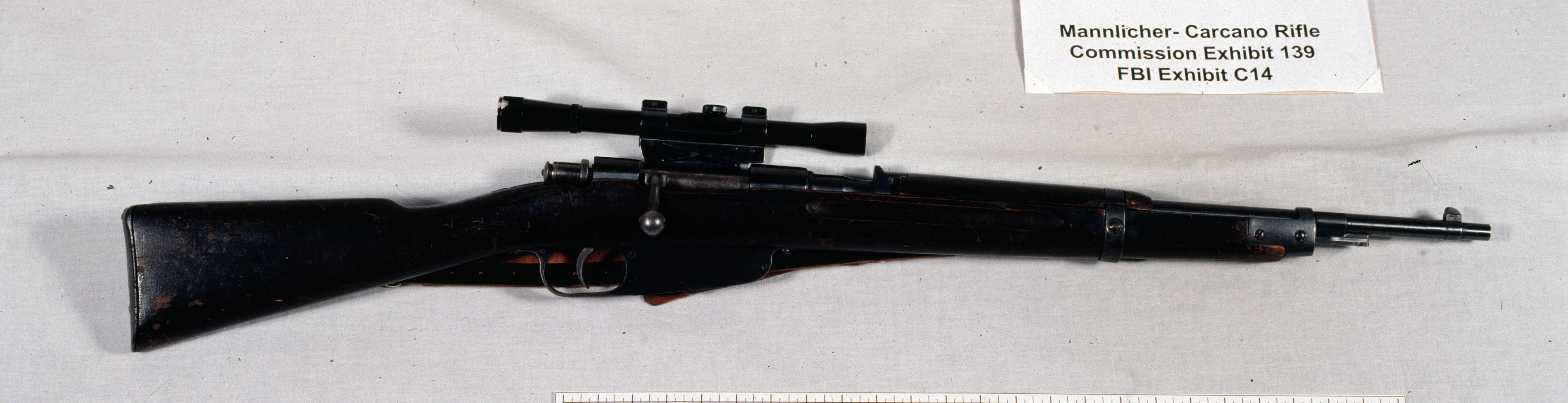
리 하비 오스월드가 소유한 만리허-카르카노 소총. 존 F. 케네디 대통령 암살에 사용된 것으로 추정된다.

오전 7시 23분: 오스월드는 댈러스의 텍사스 교과서 보관소에 동료 노동자 뷰얼 웨슬리 프레이저와 함께 출근했다. 프레이저는 오스월드의 팔에 들린 길고 종이에 싸인 꾸러미에 대해 묻자 오스월드는 "오, 그냥 커튼이야"라고 말했다.
오전 8시 45분: 대통령은 에이트 스트리트 건너편 광장에서 아침 식사 전에 연설했다. 참석자들은 포트워스 상공회의소 회원들로 대부분 보수적인 공화당원이다.
오전 9시 10분: 케네디는 예정된 연설을 위해 텍사스 호텔의 대연회장에 자리를 잡았다. 그 후, 대통령 보좌관 케니 오도넬은 여행 책임자인 비밀경호국 요원 로이 켈러맨에게 댈러스의 날씨가 맑으면 대통령 리무진에 버블탑을 장착하지 말아야 한다고 알렸다. 나중에 보좌관(현 직급)인 맬컴 킬더프 대변인은 케네디 부부에게 "댈러스에 오신 케네디 씨를 환영합니다"라는 제목의 부정적인 광고를 댈러스 모닝 뉴스에 게재한 것을 보여줬다. 케네디는 아내에게 "오늘 우리는 미친 나라로 가는 거야"라고 말했다.
오전 10시 40분: 케네디의 차량 행렬은 텍사스 호텔을 출발하여 카스웰 공군 기지로 향한다.
오전 11시 20분: 에어 포스 원이 카스웰 공군 기지를 출발하여 텍사스, 댈러스로 향했다.
오전 11시 35분: 에어 포스 투가 댈러스의 러브 필드에 도착했다.
오전 11시 38분: 에어 포스 원이 댈러스의 러브 필드에 도착했다.
오전 11시 44분: 케네디 부부와 코널리 부부가 에어 포스 원에서 내려 존슨 부부의 환영을 받았다. 차량 행렬 차량들은 그날 아침 일찍 순서대로 줄지어 있었다.

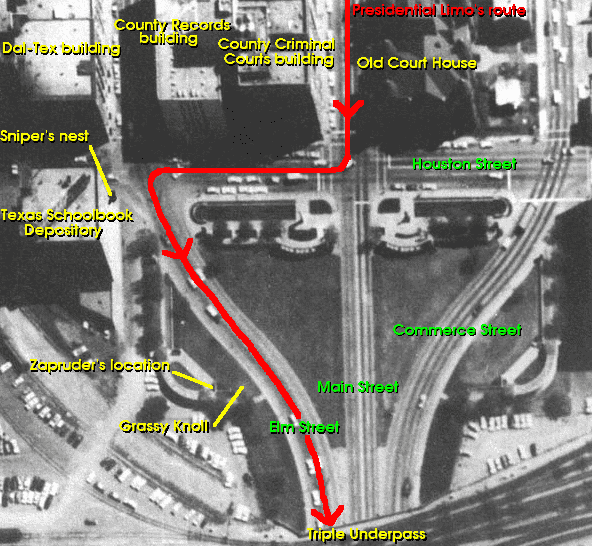
딜리 플라자 내에서 차량 행렬이 지나간 경로. 북쪽은 거의 왼쪽으로 향했다. 여러 도로가 변경되어 오늘날 이 정확한 경로를 운전할 수는 없다.

오전 11시 55분: 차량 행렬은 대통령 부부가 열정적인 지지자들과 악수하는 데 시간을 보낸 후, 도착 15분 후 러브 필드를 출발했다. 차량 행렬은 러브 필드에서 댈러스 시내를 통과하는 10마일 여정을 시작했다. 차량 행렬 경로는 러브 필드 남쪽 끝에서 웨스트 모킹버드 레인으로 좌회전하여 댈러스 중심부로 이어졌다. 메인 스트리트를 따라 진행된다.
오후 12시 29분: 차량 행렬은 휴스턴 스트리트로 우회전(서행)하여 딜리 플라자로 진입했다. 차량 행렬은 텍사스 교과서 보관소에 접근했다.

### 암살 (오후 12시 30분)
오후 12시 30분: 차량 행렬이 엘름 스트리트로 급회전(135도 좌회전)한다. 엘름 스트리트는 내리막길이다. 건물 꼭대기에 있는 거대한 허츠 렌터카 시계는 리무진이 엘름 스트리트로 회전할 때 12시 29분에서 12시 30분으로 바뀌는 것이 목격되었다.

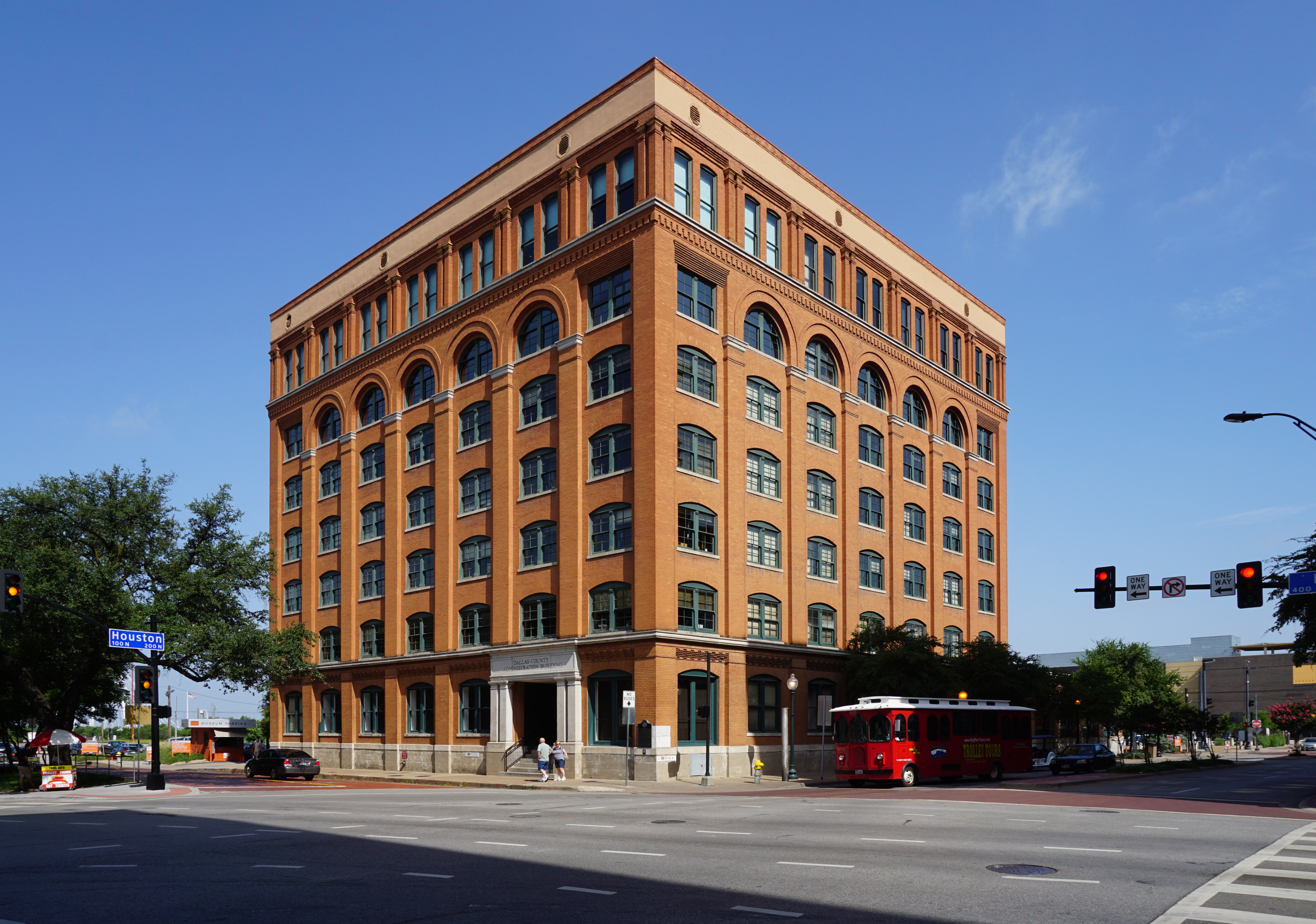
텍사스 교과서 보관소에서 오스월드가 1963년 11월 22일 오후 12시 30분 댈러스 트레이드 마트로 가는 도중이던 케네디 대통령을 총격한 곳이다. 대통령을 총격한 지 3분 후, 오스월드는 건물 정문을 통해 탈출했다.

목격자들은 대통령이 오른손으로 손을 흔들기 시작한 후 첫 번째 총성이 발사되었다고 회고했다. 구경꾼들은 세 발의 총성을 들었다고 회고했다. 저프루더 필름은 대통령이 스테몬스 프리웨이 표지판에 의해 일시적으로 시야에서 가려졌다가 필름 215-223 프레임에서 다시 나타나고, 225 프레임에서는 이미 고통스러운 표정으로 입을 크게 벌리고 있는 것을 보여줬다. 그는 이미 등에 맞아 목으로 빠져나간 총알에 맞았으며, 주먹을 꽉 쥐고 있었다. 그리고는 아내 쪽으로 왼쪽으로 돌면서 주먹을 얼굴과 목 앞에 들어 올린다. 코널리도 총에 맞았다. 비밀경호국 요원 클린트 힐은 한 발의 총성을 듣고 케네디 바로 뒤에 있던 비밀경호국 후속 차량의 발판에서 308 프레임에 해당하는 시점에서 뛰어내렸다고 증언했다. 이는 대통령의 머리가 313 프레임에서 폭발하기 약 4분의 1초 전이다. 힐은 그 후 빠르게 대통령 리무진으로 달려갔다. 세 발의 총성은 4.8초에서 7.9초 사이의 시간 내에 발사된 것으로 추정된다.
워런 위원회 보고서는 총격 몇 초 후 로이 켈러맨이 시계를 보고 윌리엄 그리어에게 "12시 30분"이라고 말한 다음, 제시 커리 경찰서장에게 대통령이 총에 맞았다고 무전으로 알렸다고 명시했다. 커리는 그 후 파크랜드 병원에 대기하라는 명령을 전달했으며 댈러스 경찰 무전 기록에는 이 통신이 12시 30분에 이루어졌다고 기록되어 있다.
리무진이 속도를 내기 시작하자, 케네디 부인은 비명을 지르는 소리가 들렸고 리무진 뒤쪽으로 기어 올라갔다. 동시에 힐은 급가속하는 리무진에 올라타 매달렸고, 케네디 부인은 뒷좌석으로 돌아왔다. 힐은 그 후 그녀와 대통령을 가렸다. 코널리 부부는 케네디 부인이 "내 손에 그의 뇌가 있어!"라고 말하는 것을 들었다고 진술했다. 리무진 운전사와 경찰 오토바이는 사이렌을 켜고 스템몬스 프리웨이와 해리 하인즈 대로를 따라 약 80 마일 매 시 (130 km/h)의 속도로 약 4마일 떨어진 파크랜드 기념 병원으로 질주했다. 댈러스 사진작가 멜 매킨타이어의 사진에는 리무진이 트리플 언더패스 서쪽에 있고 스템몬스 프리웨이 램프에 접근하며, 배경의 허츠 렌터카 시계는 여전히 "12시 30분"을 가리키고 있었다.

### 암살 이후 (오후 12시 31분~오후 23시 30분)
오후 12시 33분: 오스월드는 정문을 통해 건물을 나섰다. 그는 2층 식당에서 순찰관 매리언 베이커와 서적 보관소 관리자 로이 트루리와 마주쳤다. 베이커는 트루리가 오스월드를 직원으로 확인한 후 오스월드를 통과시켰다. 오스월드는 그 다음 2층 사무실을 가로지를 때 비서에게 목격되었다. 그는 대략 오후 12시 33분에 정문을 통해 건물을 나섰다. 처음에는 트루리와 오쿠스 캠벨, 서적 보관소 부사장이 1층 창고에서 오스월드를 보았다고 말했다. 심문 중에 자신의 행방에 대해 질문을 받았을 때 오스월드는 "대통령 행렬을 보러 밖으로 나갔고", "[윌리엄 셸리, 서적 보관소의 감독]과 함께 앞에서" 있었으며, 경찰관과 마주쳤을 때 "1층 정문"에 있었다고 주장했다.
오후 12시 34분: UPI 기자 메리먼 스미스가 차량 행렬과 함께 이동하며 무선전화가 있는 보도 차량에서 다음과 같이 보고했다: "오늘 댈러스 시내에서 대통령의 차량 행렬에 세 발의 총성이 발사되었습니다." 스미스가 계속 전화 통화를 하는 동안, 차량에 있던 AP 기자 잭 벨은 스미스를 때리고 전화를 넘기라고 소리치기 시작했다. 스미스는 암살 보도로 1964년 퓰리처상을 수상했다.

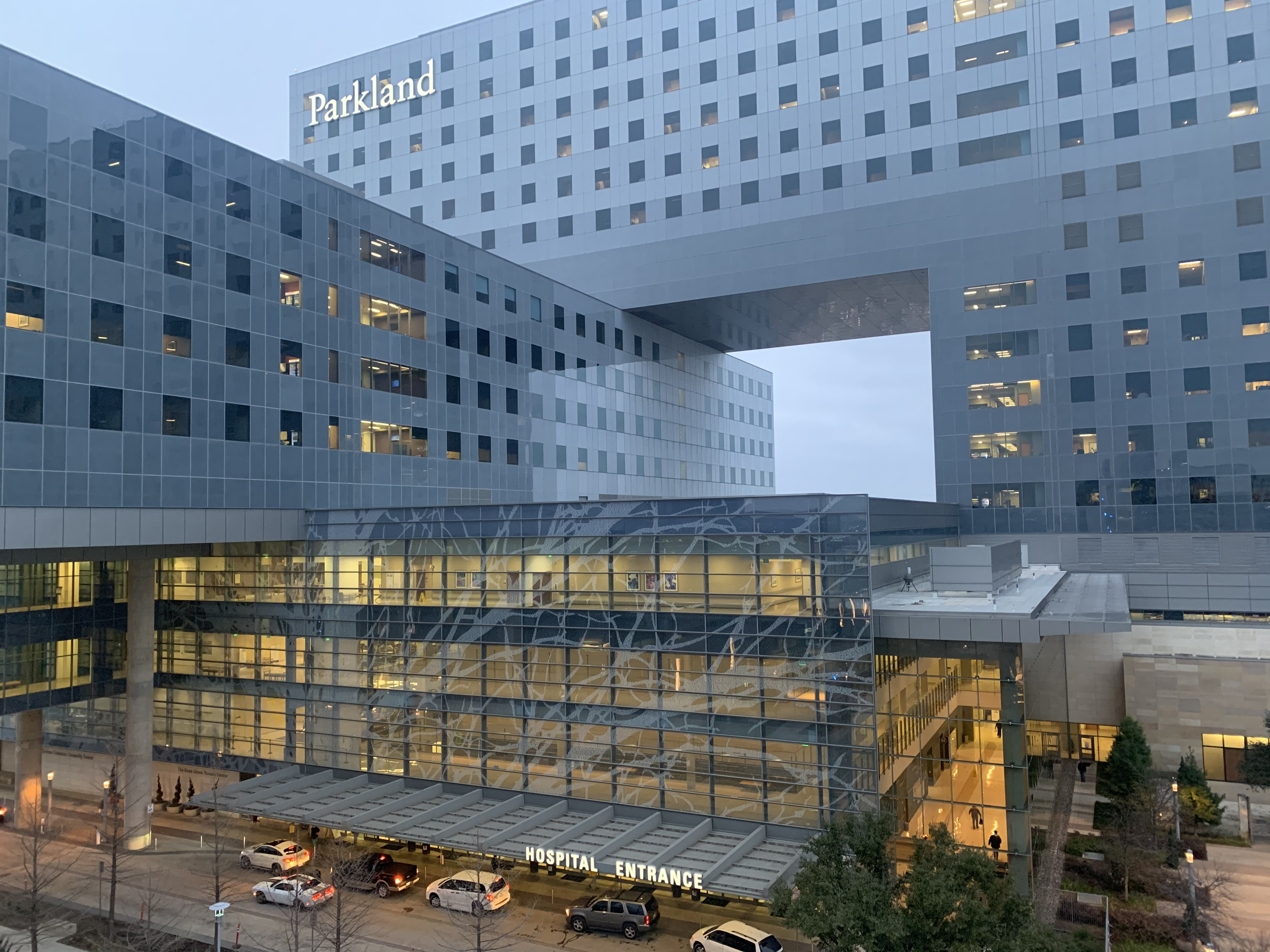
케네디 대통령이 오스월드에게 총격당한 직후 급히 이송된 병원인 파크랜드 기념 병원. 그는 총격 30분 후인 오후 1시 응급실 1번에서 사망 선고를 받았다.

오후 12시 36분: 케네디 대통령의 리무진이 파크랜드 기념 병원에 도착한다. 파크랜드 병원은 케네디와 코널리를 입원시켜 즉시 치료를 시작했다. 텍사스 사우스웨스턴 의과대학 외과 조교수이자 혈관 외과 의사인 맬컴 페리는 케네디를 처음 치료했다. 페리는 기관절개술을 시행한 후 다른 외과 의사와 함께 심폐소생술을 시행했다. 다른 의사들과 외과 의사들은 필사적으로 대통령의 생명을 구하기 위해 노력했지만 상처는 너무 심각했다.
오후 12시 40분: 생방송 연속극 애즈 더 월드 턴즈 시청자들은 CBS 뉴스 앵커맨 월터 크롱카이트로부터 총격에 대한 첫 전국 TV 보도를 받았다.
오후 12시 45분: CBS의 댄 래더가 파크랜드 기념 병원에 전화했다. 현장에 있던 의사가 그에게 케네디가 사망했다고 생각한다고 말했다.
오후 12시 33분부터 12시 50분까지: 경찰이 서적 보관 건물을 봉쇄한 시간은 오후 12시 33분부터 12시 50분까지로 추정된다. 딜리 플라자 안팎의 거리는 즉시 폐쇄되지 않았으며, 암살 9분 후 찍힌 사진에는 여전히 서적 보관소 앞 엘름 스트리트에서 차량이 운행 중인 것으로 나타났다.
오후 12시 50분: 케네디의 최고 군사 보좌관인 고드프리 맥휴 장군이 파크랜드에서 에어 포스 원으로 전화하여 곧 앤드류스 공군 기지로 출발할 것이라고 알렸다.
오후 13시: 케네디 대통령이 공식적으로 사망 선고를 받았다. 케네디를 치료했던 사람들은 대통령의 상태가 병원 도착 시 "임종에 임박한" 상태였으며, 생존 가능성이 없음을 확인했다. 파크랜드 외과 과장인 톰 샤이어스는 "절대적으로 확신하건대, 그는 무슨 일이 일어났는지 전혀 몰랐을 것"이라고 말했다. 댈러스 성 삼위일체 가톨릭 교회의 오스카 휴버 신부가 대통령에게 종부성사를 집전했다. 휴버는 종부성사를 할 수 있도록 케네디의 얼굴을 덮고 있던 시트를 일시적으로 제거해야 했다. 코널리는 응급 수술을 받았고, 두 번의 수술을 거쳤다.
대통령의 사망 소식을 들은 뒤, 백악관 대변인 대행 맬컴 킬더프가 새 대통령 존슨과 그의 아내가 앉아 있는 병실로 들어갔다. 킬더프는 "대통령님, 케네디 대통령의 사망을 발표해야 합니다. 지금 발표해도 괜찮겠습니까?"라고 말했다. 존슨은 자신이 병원을 떠난 후에 발표하라고 명령했다. 존슨은 발표를 연기해달라고 요청하며 킬더프에게 "여기서 나가는 것이 좋겠습니다... 발표하기 전에요. 이것이 세계적인 음모인지, 그들이 케네디 대통령뿐만 아니라 저를 노리는 것인지, 아니면 [존 W.]] 맥코맥 의장이나 [칼] 헤이든 상원의원을 노리는 것인지 우리는 알 수 없습니다. 우리는 그저 알 수 없을 뿐입니다."라고 말했다. 그는 나중에 멀 밀러에게 다음과 같이 회고했다. "우리가 방을 떠난 후에 발표해달라고 요청했습니다... 만약 이것이 국제적인 음모이고 그들이 우리 정부 형태와 그 정부의 지도자들을 파괴하려는 것이라면, 우리는 그렇게 할 기회를 최소화할 수 있을 것이기 때문입니다."
서적 보관소를 떠난 후, 오스월드는 버스를 타기 전에 일곱 블록을 걸었다. 버스가 교통 체증에 갇히자, 그는 버스에서 내려 근처 버스 정류장으로 걸어가 택시를 탔다. 그는 운전사에게 1026 노스 벡리 애비뉴에 있는 자신의 하숙집을 지나 몇 블록 더 가서 정차해달라고 요청했고, 그 후 집으로 걸어갔다. 그는 오후 1시경에 도착했다.
오후 13시 4분: 가정부 얼린 로버츠에 따르면, 오스월드는 하숙집에 도착한 지 3, 4분 후에 떠났다고 한다. 그녀는 그가 집 밖 버스 정류장에 서 있는 것을 마지막으로 보았다.

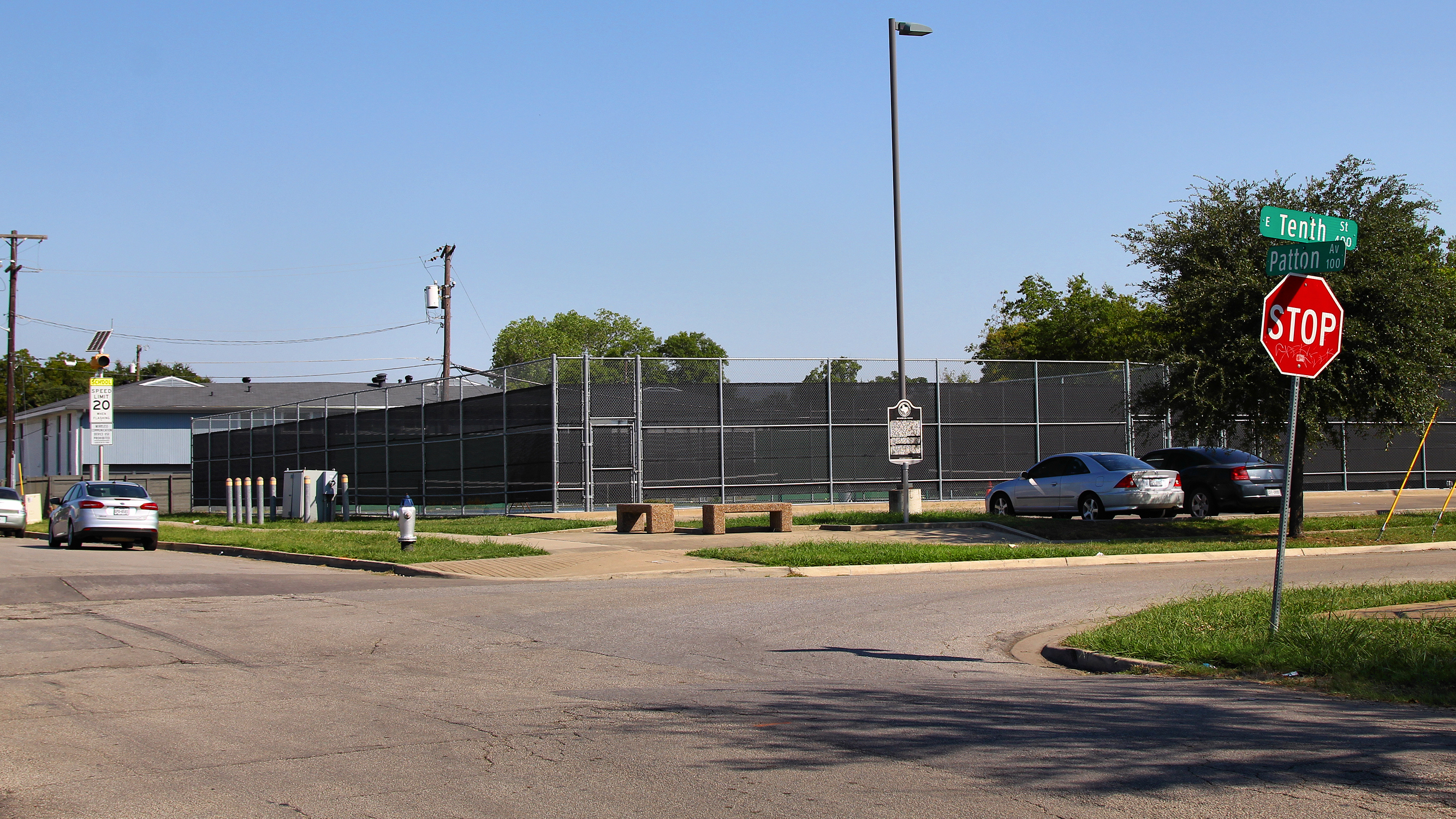
댈러스 오크클리프 지역의 텐스 스트리트와 패튼 애비뉴 교차로. 존 F. 케네디 대통령을 암살한 후 리 하비 오스월드가 J. D. 티핏 경관을 총으로 쏘아 죽인 곳이다.

오후 13시 15분: 오스월드는 하숙집에서 0.86마일 떨어진 10번가와 패튼 애비뉴 교차로 근처에서 댈러스 경찰관 J. D. 티핏을 스미스 & 웨슨 빅토리 모델 .38 스페셜 리볼버로 총격하여 살해했다. 13명의 사람들이 오스월드가 티핏을 총격하거나 현장에서 도주하는 것을 목격했다. 그날 저녁까지 5명의 목격자들이 경찰 대면식에서 오스월드를 식별했다.
오후 13시 16분: 티핏 경찰관이 총에 맞았다는 첫 보고가 접수됐다.
오후 13시 26분: 린든 존슨이 파크랜드 기념 병원을 출발하여 러브 필드로 향했다.

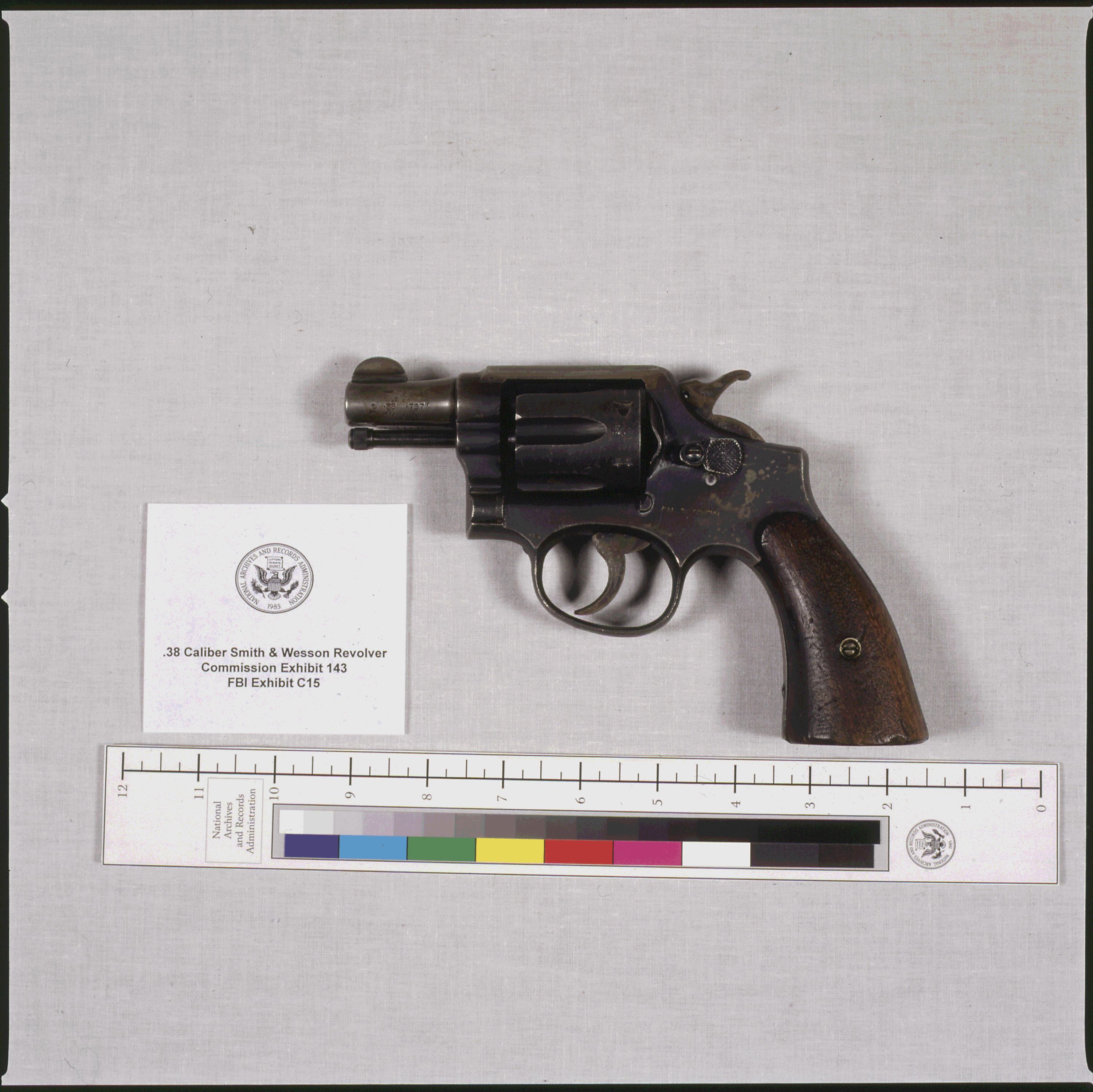
1963년 11월 22일 댈러스 경찰관 J. D. 티핏을 총격하는 데 사용된 것으로 알려진 리 하비 오스월드 소유의 .38 구경 리볼버

오후 13시 30분: 루퍼스 영블러드의 보호를 받으며 제시 커리가 운전하는 차에 탄 존슨은 앨버트 토마스 의원과 호머 손베리 의원과 함께 에어 포스 원에 도착한다. 레이디 버드 존슨, 잭 브룩스 의원, 그리고 세 명의 비밀경호국 요원도 두 번째 차로 도착했고 잭 발렌티, 렘 존스, 클리프 카터, 세실 스토턴이 세 번째 차로 도착했다. 그 뒤를 이어 케네디와 존슨의 관리들과 보좌관들이 탄 추가 차량들이 뒤따른다.
오후 13시 33분: 백악관 보조 대변인 맬컴 킬더프가 파크랜드 기념 병원에서 케네디가 사망했다고 발표했다.
존 F. 케네디 대통령은 오늘 댈러스에서 중부 표준시로 약 1시에 사망했습니다. 그는 뇌에 총상을 입어 사망했습니다. 대통령 암살에 대한 다른 자세한 내용은 없습니다.

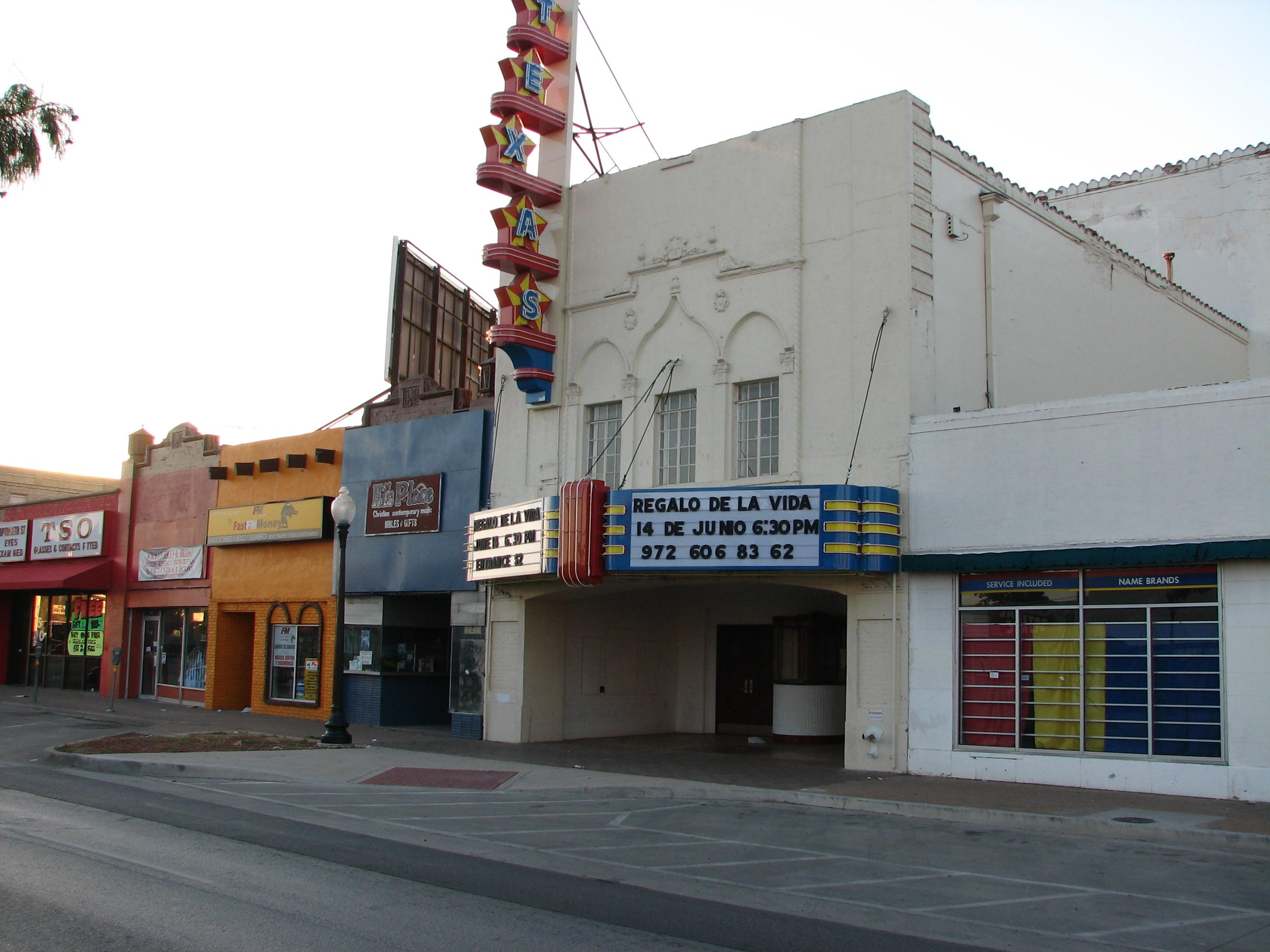
텍사스 극장은 댈러스에 위치하며, 리 하비 오스월드가 몰래 숨어들었다가 짧은 몸싸움 끝에 체포된 곳이다.

오후 1시 35분: 티핏을 살해한 후 오스월드는 웨스트 제퍼슨 대로의 텍사스 극장 방향으로 걸어가는 것이 목격되었다. 대략 오후 1시 35분, 하디 신발 가게의 매니저인 조니 캘빈 브루어는 댈러스 경찰차가 사이렌을 울리며 다가오자 오스월드가 길에서 얼굴을 돌려 브루어의 가게 입구로 들어가는 것을 보았다. 오스월드가 가게를 떠나자 브루어는 그를 따라가서 줄리 포스탈 티켓 직원이 정신이 팔린 틈을 타 텍사스 극장으로 돈을 내지 않고 들어가는 것을 보았다.
오후 13시 38분: 크롱카이트 앵커는 케네디가 사망하고 존슨이 대통령으로 취임할 것이라는 내용의 공식 발표를 보도했다.
오후 13시 40분: 존슨은 법무부 장관 로버트 F. 케네디에게 전화하여 애도를 표하고 취임 선서를 어디서 해야 하는지 물었다. 조니 브루어가 줄리 포스탈에게 오스월드가 극장에 있다고 알렸다. 포스탈은 다시 오후 1시 40분 댈러스 경찰에 알렸다.
오후 13시 45분: 경찰관 15명이 오스월드가 숨어 있는 영화관을 포위했다.
오후 13시 50분: 존슨이 친구이자 변호사인 어빙 골드버그에게 전화했다. 두 사람은 사라 T. 휴스에게 선서를 집행해 달라는 요청을 하기로 결정했다. 오스월드가 극장 안에서 체포하려는 시도가 있었을 때 그는 저항하며 "자, 이제 다 끝났어!"라고 외친 후 순찰대원을 때리고 총을 쏘려 했다.
오후 13시 51분: 경찰은 오스월드가 체포됐다고 보고했다.
오후 14시: 케네디의 시신은 파크랜드 병원에서 옮겨져 러브 필드의 에어 포스 원으로 옮겨졌다. 시신 이송은 케네디의 특별 보좌관 켄 오도넬이 케네디의 비밀경호국 요원과 얼 로즈 검시관을 포함한 의사들, 그리고 치안판사와 격렬한 대치 끝에 이루어졌다. 텍사스 주법에 따르면 케네디의 시신 이송은 댈러스 검시관의 법의학적 검사가 수행되기 전에 이루어졌기 때문에 불법이었을 수 있다. 경찰의 파라핀 검사 결과 오스월드가 최근 총을 발사한 것으로 확인했다.
오후 14시 10분: 에이브러햄 저프루더가 댈러스의 WFAA-TV에 도착하여 자신의 필름에 대해 인터뷰를 했다.
오후 14시 13분: 경찰은 텍사스 교과서 보관소 6층에서 대통령을 살해하는 데 사용된 무기를 발견했다.
오후 14시 30분: 거의 12시간 동안 심문을 받은 오스월드는 암살과 아무 관련이 없다고 진술했다. 그에게 소총을 들고 있는 사진을 보여주자 오스월드는 "경찰이 조작한 가짜 사진"이라며 "사진에 소총과 리볼버를 덧씌웠다"고 비웃었다. 그는 결국 모든 질문에 답하기를 거부했다.
오후 14시 38분: 존슨은 에어 포스 원에서 연방 판사 사라 T. 휴즈에 의해 대통령으로 선서했다.
오후 14시 47분: 에어 포스 원이 러브 필드를 출발하여 워싱턴 D.C.로 향했다.
오후 19시 5분: 오스월드는 J. D. 티핏 경찰관 살해 혐의로 "악의적 살인"으로 기소되었다.
오후 23시 26분: 오스월드는 케네디 대통령 살해 혐의로 기소되었다.

## 암살 이후의 상황들
달리 명시되지 않는 한 모든 시간은 중부 표준시 (CST) 기준이다.

### 1963년 11월 23일 토요일
군인 운구병들이 성조기로 덮인 관을 백악관 동관으로 옮겼고, 그곳에서 24시간 동안 안치되었다. 새 대통령인 린든 B. 존슨은 대통령 선언 3561호를 발표하여 월요일을 국가 애도의 날로 선포하고, 필수 비상 근무자들만 자리를 지키도록 했다. 그는 오후 4시 45분 백악관의 피쉬 룸 (현재 루스벨트 룸으로 알려져 있음)에서 전국 라디오 및 텔레비전 방송을 통해 선언문을 낭독했다.

### 1963년 11월 24일 일요일

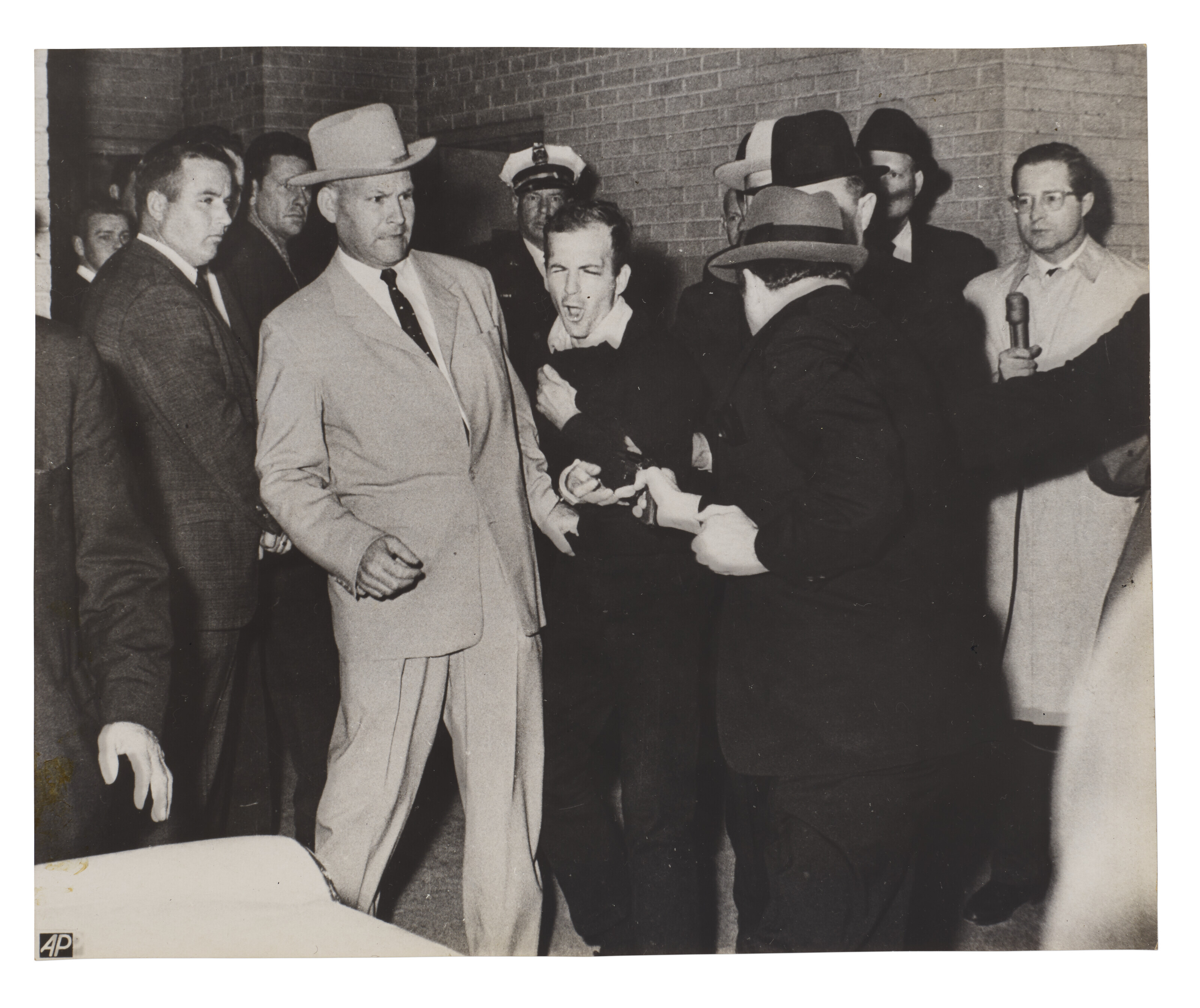
잭 루비가 리 하비 오스월드에게 치명적인 총격을 가했다. 1964년 퓰리처상 사진 부문 수상작.

오전 11시 21분, 생방송 TV 카메라 앞에서 오스월드는 댈러스 경찰 본부 지하에서 마피아와 연관된 것으로 알려진 지역 나이트클럽 주인 잭 루비에게 총격을 받고 치명적인 부상을 입었다. 의식을 잃은 오스월드는 구급차에 실려 이틀 전 의사들이 케네디를 살리려 했던 같은 병원인 파크랜드 기념 병원으로 급히 이송되었다. 오스월드는 오후 1시 7분에 사망했다.
케네디의 관은 말 네 필이 끄는 포차에 실려 국회의사당으로 운구되어 안치되었다. 일요일 저녁까지 거의 30만 명의 조문객들이 9마일 이상 길게 늘어서서 경비가 삼엄한 관을 보러 왔다. 안치되어 있는 18시간 동안 25만 명이 로툰다를 통과했다.

### 1963년 11월 25일 월요일

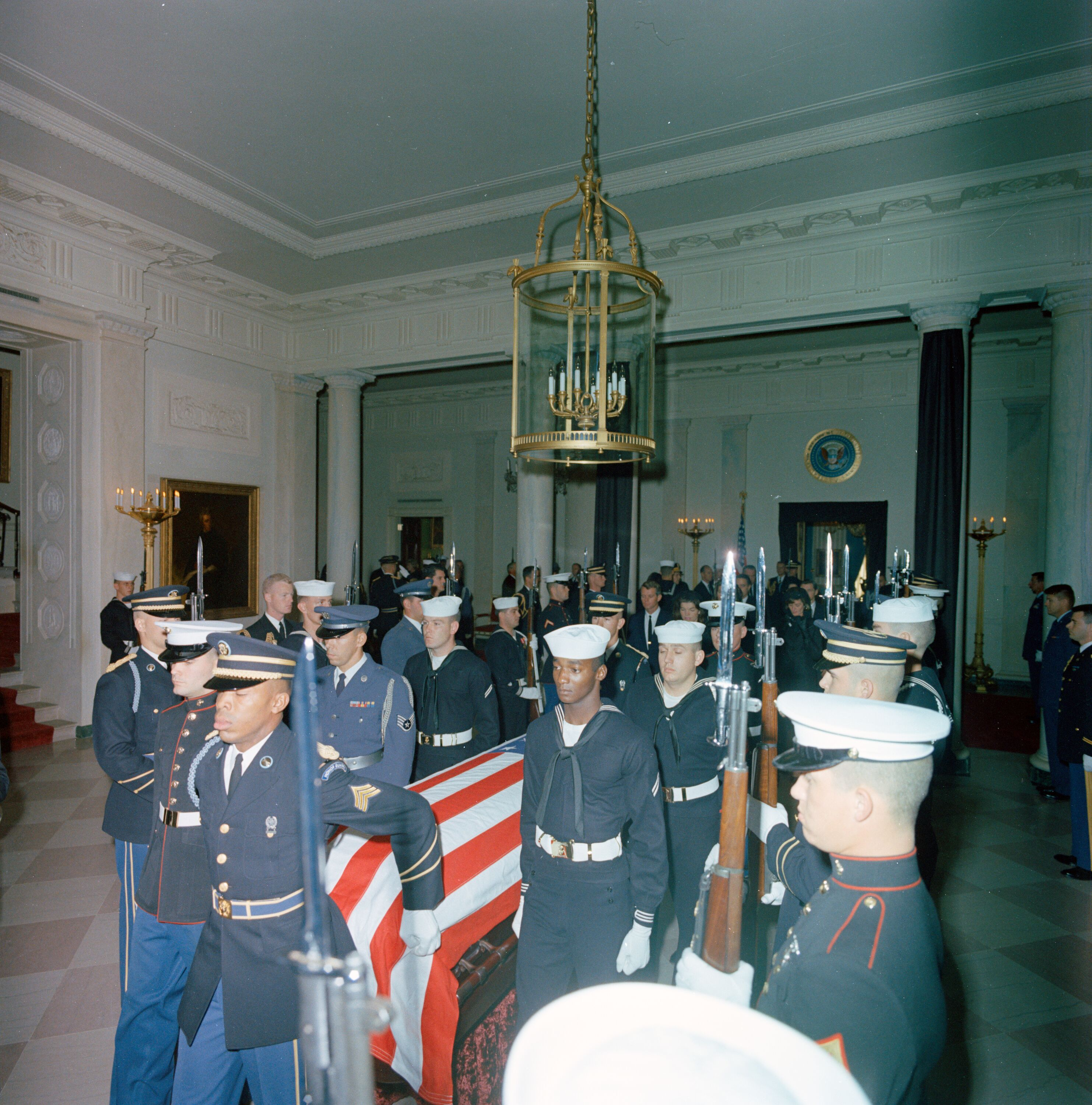
명예 운반인들이 1963년 11월 24일 백악관 현관 홀을 통해 존 F. 케네디 대통령의 관을 옮기고 있는 모습

대략 오전 8시 30분, 케네디의 관은 로툰다에서 옮겨져 말이 끄는 마차를 통해 성 마태오 대성당으로 운구되었고, 오전 10시 조금 지나 도착했다. 장례 미사는 추기경 리처드 쿠싱이 집전했다. 90개국 이상의 대표를 포함하여 약 1,200명의 손님이 참석했다. 예배 후, 케네디는 버지니아주 알링턴 국립묘지에 묻혔다. 장례 의식은 오후 1시 15분에 끝났다.
J.D 티핏의 장례식은 같은 날 오후 2시경 댈러스의 베클리 힐스 침례 교회에서 열리며, 700명 이상의 제복을 입은 경찰관과 약 1,500명의 시민들이 참석했다. 추가 참석자로는 티핏의 부모인 에드거 리 티핏과 리지 메이 러시, 그의 미망인 마리 티핏(결혼 전 성 가스웨이), 그의 세 자녀 찰스 앨런, 브렌다 케이, 커티스 레이 티핏, 그리고 다른 친구들과 가족이 포함되었다. 장례식 후, 15명의 남성이 티핏의 관을 로렐랜드 기념 공원으로 호송하여 기념 명예 법정에 안장된다.

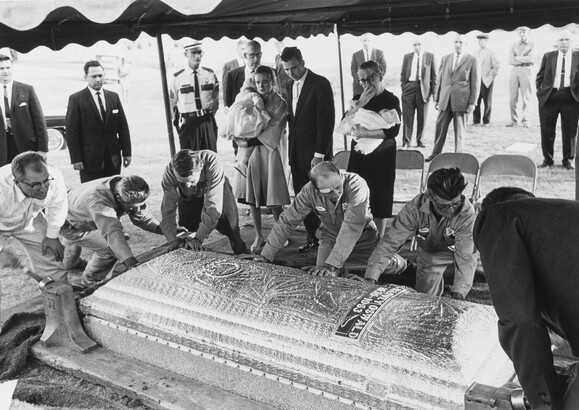
1963년 11월 25일, 리 하비 오스월드의 가족이 그의 관이 땅에 묻히는 것을 지켜보고 있는 그의 묘지.

마지막으로, 리 하비 오스월드의 장례식은 오후 4시경 포트워스 동부의 섀넌 로즈 힐 장례 예배당에서 거행됐다. 오스월드 가족을 제외하고는 거의 아무도 장례식에 참석하지 않았다. 장례식은 폴 J. 그루디가 주관했으며, 7명의 신문 기자들이 운반인을 맡았는데, 그 중 2명은 알려지지 않았다. 참석자로는 오스월드의 미망인 마리나 오스월드 포터, 그의 형 로버트 오스월드, 그의 어머니 마르게리트 오스월드, 그리고 그의 두 딸 레이첼과 준 리 오스월드가 포함되었다. 또한, 약 75명의 기자들은 묘지에서 떨어지라는 지시를 받았고, 법 집행관들이 현장에 있었다. 오스월드의 시신은 오후 4시 28분에 그의 묘지로 내려졌고, 그의 묘지는 일몰까지 덮였다.

## 수사 및 기타 전개

### 1960년대 중 사건 (1964~1969년)

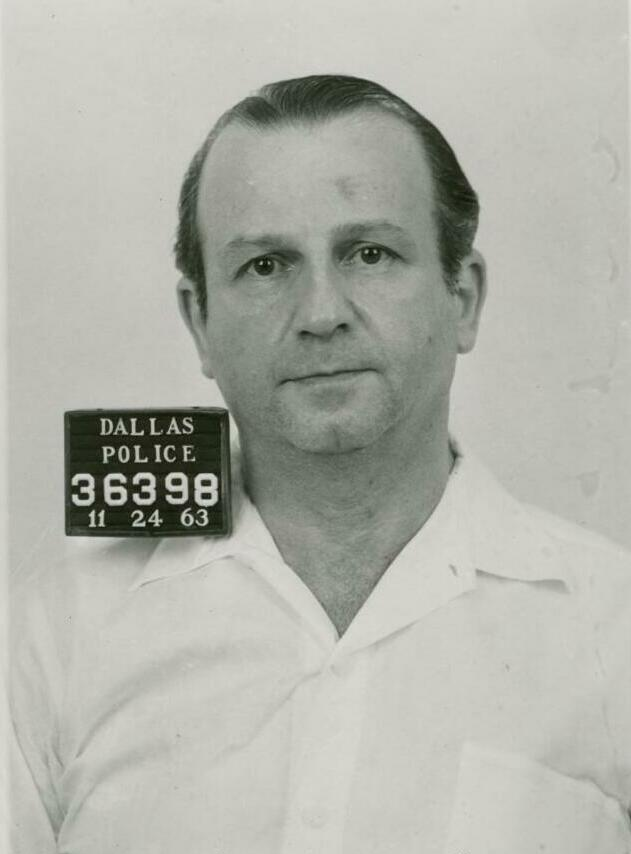
1963년 11월 24일, 리 하비 오스월드를 치명적으로 총격하여 살해한 혐의로 체포된 후 촬영된 잭 루비의 머그샷

1964년 3월 14일: 루비는 악의적 살인 혐의로 유죄 판결을 받고 사형 선고를 받았다.
1964년 9월 24일: 워런 위원회의 888페이지 분량의 최종 보고서가 존슨 대통령에게 제출됐고, 3일 뒤 공개됐다. 보고서는 첫 번째 총성이 케네디 대통령과 코널리 주지사에게 부상을 입혔고, 이어진 총성이 케네디의 머리에 맞아 그를 사망에 이르게 했다고 밝혔다. 위원회는 세 번째 총성이 발사되었다고 결론 내렸지만 그것이 첫 번째, 두 번째, 또는 세 번째 총성 중 어느 것인지에 대해서는 결론을 내리지 않았다. 위원회는 오스월드가 세 발의 총성을 모두 발사했다고 결론 내렸다.
1966년 10월 5일: 항소법원은 루비의 원래 재판 법정에서 장소 변경 신청이 허용되었어야 한다고 판결했다. 루비의 유죄 판결과 사형 선고는 뒤집혔다. 1967년 2월에 새로운 재판을 위한 준비가 진행 중이었다.
1967년 1월 3일: 잭 루비는 감옥에서 지병인 암으로 사망됐다.

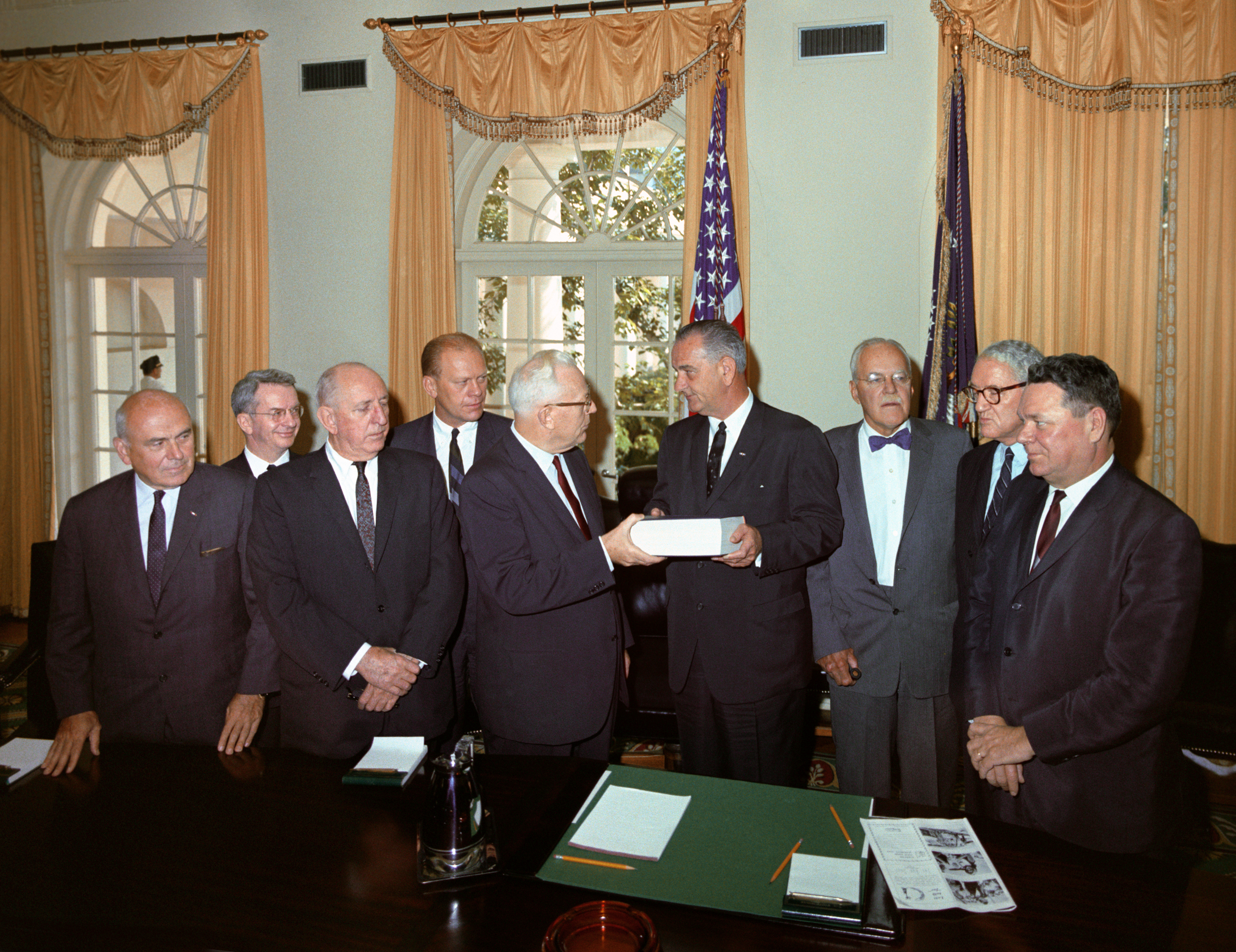
워런 위원회가 존슨 대통령에게 보고서를 제출됐다. 왼쪽부터 존 J. 매클로이, J. 리 랜킨 (총괄 법률 고문), 리처드 러셀 주니어 상원의원, 제럴드 포드 하원의원, 얼 워런 대법원장, 린든 B. 존슨 대통령, 앨런 덜레스, 존 셔먼 쿠퍼 상원의원, 헤일 복스 하원의원.

1967년 3월 1일: 뉴올리언스 지방 검사 짐 개리슨은 뉴올리언스 사업가 클레이 쇼를 오스월드, 데이비드 페리, 그리고 다른 사람들과 함께 케네디 대통령 암살을 공모한 혐의로 기소했다.
1969년 1월 29일: 클레이 쇼에 대한 재판이 오를레앙 교구 형사 법원에서 열렸다.
1969년 3월 1일: 배심원단은 한 시간도 채 되지 않아 클레이 쇼에게 무죄를 선고했다. 이는 케네디 대통령 암살에 대해 진행된 유일한 재판으로 남아있다.

### 1960년대 이후 사건 (1975~2025년)
1975년 3월 6일: 암살 연구가 로버트 그로든과 딕 그레고리가 ABC 심야 TV 쇼 '굿 나이트 아메리카' (진행: 리베라 게랄도)에서 저프루더 필름을 미국 네트워크 TV에 최초로 공개했다.
1979년 3월 29일: 미국 하원 암살 진상조사 특별위원회는 암살 사건을 조사하고 부정확한 음향 증거를 토대로 케네디가 "아마도 음모의 결과로 암살되었다"고 진술했다. 위원회는 미국 마피아 두목 카를로스 마르첼로와 산토 트라피칸테 주니어가 케네디를 암살할 수단, 동기, 기회를 가지고 있었다고 진술했다.
1982년: 미국국립과학원이 임명한 12명의 과학자 패널은 HSCA의 음향 증거가 "심각하게 결함이 있다"고 만장일치로 결론 내렸다. 그들은 녹음이 대통령이 이미 총에 맞은 후에 이루어졌으며 추가 총격은 없음을 나타내지 않는다고 결론 내렸다. 그들의 결론은 사이언스 (저널)에 발표되었다.
1991년 12월 20일: 영화 JFK 개봉.
1992년 10월 26일: 조지 H. W. 부시 대통령이 1992년 존 F. 케네디 암살 기록 수집법에 서명하여 암살 기록 검토 위원회를 설립했다.
1998년 9월 30일: 암살 기록 검토 위원회가 최종 보고서를 제출했다.
2017년 7월 24일: 미국 국립문서기록관리청 (NARA)이 이전에 보류되었던 암살 관련 문서들을 추가로 공개하기 시작했다.
2022년 12월 15일: NARA는 조 바이든 대통령의 명령에 따라 13,173개의 문서를 추가로 공개했다.
2023년 9월 9일: 폴 랜디스(88세)는 근거리에서 암살을 목격한 전 비밀경호국 요원으로, 케네디가 총에 맞은 후 차에서 총알을 발견해 병원에서 대통령의 들것 위에 놓았다고 말했다.
2025년 1월 23일: 도널드 트럼프는 두 번째 임기 동안 존 F. 케네디, 로버트 F. 케네디, 마틴 루서 킹 주니어 암살 사건에 대한 기록을 기밀 해제하는 행정 명령에 서명했다.

## 참고 문헌
- 《The Torch Is Passed》. New York: Associated Press. 1963.
- Johnson, Lyndon (1971). 《The Vantage Point: Perspectives of the Presidency, 1963–1969》. New York: Holt, Rinehart, and Winston. ISBN 0-03-084492-4.
- Miller, Merle (1980). 《Lyndon: An Oral Biography》. New York: Putnam. ISBN 0-399-12357-1.
- NBC News (1966). 《There Was a President》. New York: Random House.
- The New York Times (2003).  Semple, Robert B. Jr., 편집. 《Four days in November》. New York: St. Martin's Press.
- United Press International; American Heritage Magazine (1964). 《Four Days》. New York: American Heritage Pub. Co.
- Warren Commission (1964). 《Report of the President's Commission on the Assassination of President John F. Kennedy》. Washington, D.C.: United States Government Printing Office  – 미국 국립문서기록관리청 경유.
- White, Theodore H. (1965). 《The Making of the President 1964》. New York: Athenium Publishers.